# 鮫洲八幡神社

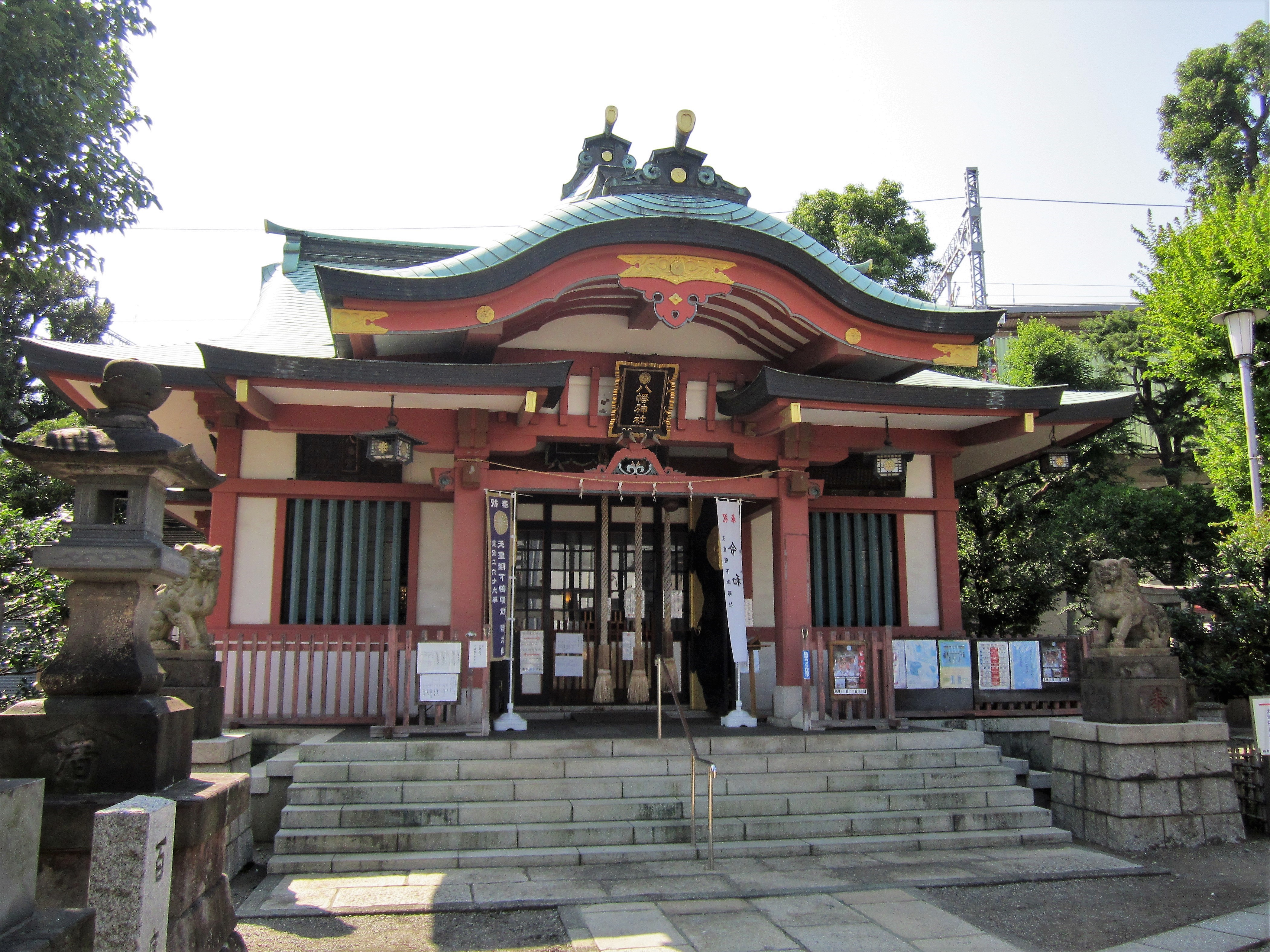
拝殿

鮫洲八幡神社（さめずはちまんじんじゃ）は、東京都品川区東大井に鎮座する神社（八幡宮）。法人名は「八幡神社」。

## 祭神
誉田別尊（八幡神）、気長足姫尊、伊弉諾神、伊弉冉神を祀る。

## 由緒
当地は古くは御林町（おはやしまち）と呼ばれた漁師町だった。当神社は古くは御林八幡宮と称せられた。創建に関しては明らかになっていないが、寛文8年（1668年）の書上帳に記載されている事から、御林町草創より建立されていたものと推定される。昭和4年（1929年）には白山神社（伊弉諾神、伊弉冉神）が合祀されている。現在の社殿は昭和47年（1972年）に造営されたもの。

## 境内社
出典:
- 出世稲荷神社
- 厳島神社
- 漁呉玉神社
- 鮫祠神社

## 交通
- 京急本線・鮫洲駅より徒歩1分[1]